# Ildikó Lendvai

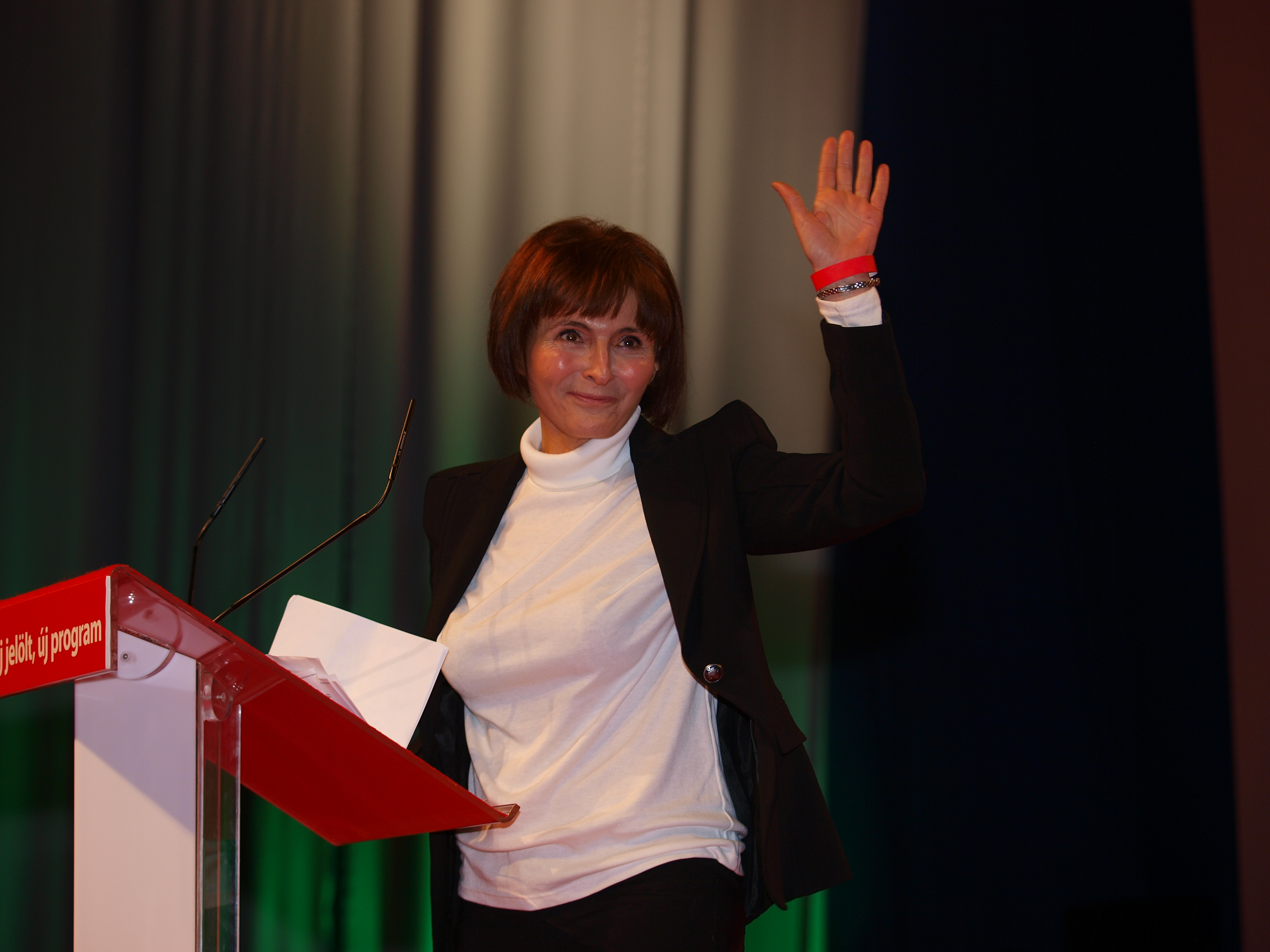
Lendvai in 2010

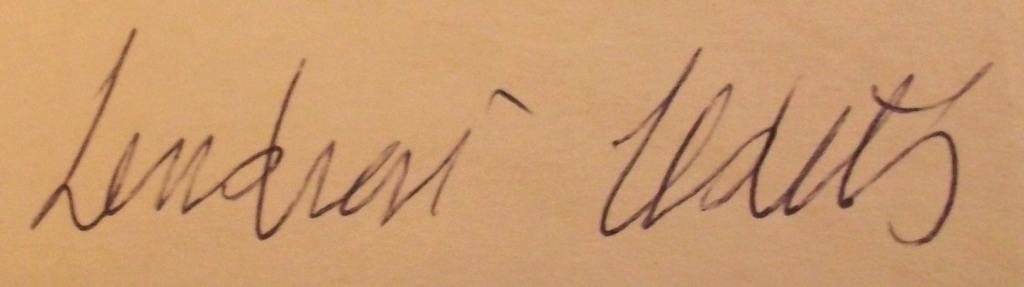
Handtekening

Ildikó Lendvai (Debrecen, 20 juli 1946) is een Hongaarse politica, en was tussen 5 april 2009 en 10 juli 2010 voorzitster van de Hongaarse Socialistische Arbeiderspartij (MSzMP).

## Biografie
Ildikó Lendvai werd geboren in Debrecen, Hongarije op 20 juli 1946. Haar kinderjaren bracht ze door in Nagykanizsa, Pécs en Szolnok. Op vijfjarige leeftijd verhuist het gezin naar Boedapest. Ze studeert af aan de Varga Katalin Hogeschool in 1964. Ze behaalt een leraarsdiploma in geschiedenis en Hongaars aan de ELTE universiteit in 1972, bovendien voegt ze er filosofie aan toe in 1974.
Tussen 1969 en 1972 geeft ze les aan de Móra Ferenc-hogeschool, en ze doceert vanaf 1974 filosofie aan de Universiteit voor Landbouw in Keszthely. In 1974 werd ze lid van de Hongaarse Socialistische Arbeiders Partij (MSZP) en begint te werken op de afdeling Cultuur van de Hongaarse Liga van Jonge Communisten (KISZ).
Vanaf 1984 werkt ze voor het centrale committee van de partij, waar ze opnieuw culturele zaken onder haar bevoegdheid heeft. Ze doorloopt de rangen naar de top en wordt gedeputeerde afdelingschef. Ze beperkt de mogelijkheid voor schrijvers om hun werk te publiceren, werk dat door de partij als gevaarlijk wordt beschouwd en naar verluidt neemt ze actief deel om het literaire magazine Tiszatáj (Tiszalandschap) in 1986 te verbieden.
Wat zeker is, is dat ze als censor werkt voor György Aczél. Ze is lid van het Hongaarse Parlement sinds de verkiezing van 1994 en is vanaf 2002 leidster van de socialistische parlementaire groep.
Vóór haar verkiezing als partijleider, eiste ze dat de partij zou worden geleid door een driekoppig uitvoerend comité en dat Attila Mesterházy haar dient op te volgen als leider van de socialistische fractie in het parlement. Lendvay leidde de partij bij de verkiezingen voor het Europees Parlement in juni 2009. Ze nam ontslag na de tegenvallende verkiezingen in 2010. Het partijcongres verkoos Attila Mesterházy als haar opvolger op 10 juli 2010.

## Bron
- Dit artikel of een eerdere versie ervan is een (gedeeltelijke) vertaling van het artikel Ildikó Lendvai op de Engelstalige Wikipedia, dat onder de licentie Creative Commons Naamsvermelding/Gelijk delen valt. Zie de bewerkingsgeschiedenis aldaar.